# Chodsigoa smithii
Chodsigoa smithii е вид бозайник от семейство Земеровкови (Soricidae). Видът е почти застрашен от изчезване.

## Разпространение
Разпространен е в Китай (Съчуан, Хубей, Чунцин и Шънси).